# Yannick Djaló
Yannick Djaló (ur. 5 maja 1986 w Bissau w Gwinei Bissau) – portugalski piłkarz występujący na pozycji napastnika.

## Kariera klubowa
Yannick Djaló urodził się w Gwinei Bissau, jednak większość życia spędził w Lizbonie. Z tego też powodu przyznano mu portugalskie obywatelstwo. Początkowo Djaló grał w młodzieżowej szkółce Sportingu CP, z której na sezon 2005/2006 został wypożyczony do klubu Casa Pia. Strzelił dla niego 16 goli, po czym wrócił do Sportingu i został włączony do kadry seniorów. Zadebiutował w niej 16 września 2006 w przegranym 0:1 ligowym meczu przeciwko FC Paços de Ferreira, a pierwszego gola strzelił 22 października w zremisowanym 1:1 pojedynku z FC Porto. W sezonie 2006/2007 Yannick po raz pierwszy w swojej karierze wystąpił także w Lidze Mistrzów, jednak Sporting w swojej grupie zajął ostatnie miejsce i odpadł z rozgrywek.
6 kwietnia 2008 portugalski zawodnik powrócił do gry po 4 miesiącach przerwy spowodowanych kontuzją i od dwa razy wpisał się na listę strzelców w zwycięskim 2:0 spotkaniu z Bragą. W kolejnych ligowym pojedynku przeciwko Naval wygranym przez podopiecznych Paulo Bento 4:1 Djaló ponownie zdobył jedną z bramek dla swojej drużyny. W sezonie 2007/2008 Djaló rozegrał łącznie 16 meczów w lidze i zdobył 5 bramek. 2 kwietnia 2010 strzelił hat tricka w zwycięskim 5:0 pojedynku przeciwko Rio Ave FC.
31 sierpnia 2012 roku, przeszedł na zasadzie wypożyczenia do Toulouse FC. Był też wypożyczany do San Jose Earthquakes oraz Mordowii Sarańsk. W 2016 roku przeszedł do tajskiego Ratchaburi Mitr Phol. W 2017 roku wrócił do Portugalii i występował w klubie Vitória Setúbal. W 2018 wrócił do Ratchaburi Mitr Phol.
| Sezon   | Klub                 | Kraj              | Rozgrywki           | Mecze | Bramki | Rozgrywki Europy   | Mecze | Bramki |
| ------- | -------------------- | ----------------- | ------------------- | ----- | ------ | ------------------ | ----- | ------ |
| 2006/07 | Sporting CP          | Portugalia        | Liga Sagres         | 24    | 5      | Liga Mistrzów UEFA | 5     | 0      |
| 2007/08 | Sporting CP          | Portugalia        | Liga Sagres         | 16    | 5      | Liga Mistrzów UEFA | 6     | 0      |
| 2008/09 | Sporting CP          | Portugalia        | Liga Sagres         | 16    | 1      | Liga Mistrzów UEFA | 6     | 1      |
| 2009/10 | Sporting CP          | Portugalia        | Liga Sagres         | 18    | 6      | Liga Mistrzów UEFA | 8     | 0      |
| 2010/11 | Sporting CP          | Portugalia        | Liga Sagres         | 21    | 6      | Liga Europy UEFA   | 9     | 2      |
| 2011/12 | SL Benfica           | Portugalia        | Liga Sagres         | 3     | 0      | Liga Europy UEFA   | 1     | 0      |
| 2012/13 | Toulouse FC (wyp.)   | Francja           | Ligue 1             | 17    | 0      | –                  | –     | –      |
| 2014    | San Jose Earthquakes | Stany Zjednoczone | MLS                 | 18    | 3      | –                  | –     | –      |
| 2014/15 | Mordowija Sarańsk    | Rosja             | Priemjer-Liga       | 9     | 1      | –                  | –     | –      |
| 2015/16 | Mordowija Sarańsk    | Rosja             | Priemjer-Liga       | 6     | 1      | –                  | –     | –      |
| 2016    | Ratchaburi Mitr Phol | Tajlandia         | Thai Premier League | 26    | 15     | –                  | –     | –      |
| 2017/18 | Vitória Setúbal      | Portugalia        | Liga Sagres         | 2     | 0      | –                  | –     | –      |

Stan na: koniec 2017

## Kariera reprezentacyjna
Yannick Djaló grał w młodzieżowych reprezentacjach Portugalii, między innymi w kadrze do lat 21. W 2008 Carlos Queiroz powołał go do seniorskiej reprezentacji na mecze z Maltą i Danią w eliminacjach do Mistrzostw Świata 2010, jednak w żadnym z tych spotkań Yannick ostatecznie nie wystąpił. W drużynie narodowej zadebiutował 3 września 2010 w zremisowanym 4:4 pojedynku przeciwko Cyprowi zmieniając w końcówce meczu Hugo Almeidę.